# Gibraltar Broadcasting Corporation
La Gibraltar Broadcasting Corporation (GBC) es un organismo de radiodifusión de servicio público de Gibraltar. La  comunidad posee dicho servicio de radio y televisión desde 1963.

## Historia
Inspirado en la BBC, la Corporación se constituyó en 1963 con la fusión de «Gibraltar televisión», una empresa privada, y el servicio de radio de propiedad del gobierno, Radio Gibraltar, que empezó a emitir regularmente en 1958. A diferencia de la BBC, la mayoría de los fondos de la GBC se obtienen a través de una subvención del Gobierno. GBC ha recibido una pequeña cantidad de ingresos provenientes de la recaudación de un canon de televisión. Sin embargo, se anunció en el discurso sobre el presupuesto de Gibraltar, del 23 de junio de 2006 que la licencia de televisión iba a ser abolida.
En el verano de 2007, el Gobierno de Gibraltar anunció que si llegaba a ser reelegido en las elecciones de ese año, se revisarían las telecomunicaciones en Gibraltar y GBC TV y Radio se someterían a una importante revisión en 2008. El Gobierno socialdemócrata fue posteriormente reelegido en 2007 para un nuevo período. Se había dicho que el Gobierno consideraría la privatización en su totalidad o en parte de los medios de comunicación públicos en Gibraltar.
Durante una reunión para celebrar el 50 aniversario de Radio de Gibraltar, Peter Caruana, ministro principal, anunció que la revisión prevista de la GBC y de la radiodifusión en Gibraltar tendría lugar antes de finales de 2008.
En junio de 2009, el Gobierno confirmó que se había realizado una revisión completa de la GBC de televisión y radio a principios de año. Durante una sesión en el Parlamento, cuando fue interrogado por la oposición, el Gobierno anunció que no tenían "planes inmediatos" para revelar detalles del asunto. Asimismo, agregó que la revisión de la GBC es "no de las principales prioridades". 
A finales de marzo de 2010, la Junta de la GBC nombró a Allan King como primer consejero delegado de la emisora por un período de tres años. King comienza su trabajo con GBC, el 7 de abril de 2010.

## Frecuencias

### Radio de Gibraltar
Onda Media 1458 kHz (206 metros)
- FM 91.3 MHz lado oeste de la Roca y la zona de la ciudad.
- FM 92.6 MHz Distrito Sur, Costa del Sol y el Campo de Gibraltar (España)
- FM 100.5 MHz Distrito Sur, Costa del Sol y el Campo de Gibraltar (España).
- TDT demarcación Algeciras: Radio Gibraltar 1. Mux 30. Frecuencia 546 MHz. LOC. Emisión desde Gibraltar. Radio en inglés.
- DAB  Bloque 12B y 12C emisión Campo de Gibraltar y Costa del Sol

### GBC Televisión
- TDT demarcación Algeciras: GBC1. Mux 30. Frecuencia 546 MHz. LOC. Emisión desde Gibraltar. TV en inglés.

### Internet
- GBC radio en vivo las 24 horas, 7 días a la semana, tanto en los formatos Real Audio como Windows Media
- GBC televisión con vídeo a la carta de programación local.

Todos los días los titulares de noticias en el programa de la noche Newswatch.